# قاعدة طارق الجوية
قاعدة طارق الجوية هي أحد القواعد الجوية العسكرية اليمنية التابعة للقوات الجوية، وتقع شمالي مدينة تعز، بجوار مطار تعز الدولي، ويوجد فيها اللواء 170 دفاع جوي.